# Panusaya Sithijirawattanakul
Panusaya Sithijirawattanakul, o Panasaya, també coneguda amb el sobrenom de Rung o Roong (en tailandès: ปนัสยา สิทธิจิรวัฒนกุล; Nonthaburi, 15 de setembre de 1998) és una activista política i social tailandesa. És la portaveu de la Unió d'Estudiants de Tailàndia, va encapçalar un fort moviment popular que demanava reformes polítiques i sobretot canvis dràstics del règim monàrquic tailandès durant els mesos d'agost i setembre del 2020.

## Biografia
Panusaya Sithijirawattanakul va néixer el 1998 a Nonthaburi com la filla més petit de la seva família i té dues germanes. Va néixer en una família de classe mitjana que dirigeix un taller d'automòbils. Va créixer amb pocs coneixements polítics. Aparentment tenia una personalitat força introvertida i va créixer com una persona bastant tímida. Durant la seva educació primària va patir abús escolar. Va realitzar un programa d'intercanvi d'estudiants de cinc mesos als Estats Units que finalment la va ajudar a expressar-se amb més confiança i a ser més competent de cara al públic.
Inicialment tenia poc interès la política, però el seu pare la va animar a investigar sobre la política tailandesa després del cop d'estat de 2014. Es va interessar més per la política, i mantenia debats amb els seus amics d'institut, després d'estudiar sobre la història de la política tailandesa pels seus exàmens d'accés a la universitat. Estudia a la Facultat de Sociologia i Antropologia de la Universitat de Thammasat.
El 15 d'octubre de 2020, Panusaya va ser arrestada per la Policia Reial Tailandesa. El 27 d'octubre de 2020 es va informar que estava detinguda a la Institució Correccional Central de Dones.

## Activisme
Un cop a la Universitat de Thammasat, va augmentar el seu compromís polític i va començar el seu activisme com a estudiant de tercer any. El 2018 va començar a militar al partit polític estudiantil anomenat Dome Revolution. El febrer de 2020 va formar part de les noves protestes prodemocràcia contra la decisió del Tribunal Constitucional d'abolir el Partit Futur Endavant, un partit reformista popular que va comptar amb el suport de molts joves tailandesos.
El juny de 2020 es va emetre una ordre de detenció contra ella per violar les mesures de seguretat de la COVID-19 i per incomplir l'estat d'emergència contra la pandèmia de la COVID-19 després de participar en una protesta realitzada pel Sindicat d'Estudiants de Tailàndia per la desaparició forçada del destacat activista tailandès Wanchalearm Satsaksit.
El 10 d'agost de 2020, va dirigir manifestacions sota l'eslògan «Thammasat no ho tolerarà» per demanar una ambiciosa reforma monàrquica i va pronunciar un discurs sobre un manifest de deu punts (conegut com el «Manifest de Thammasat») davant de milers d'estudiants. El discurs es va considerar controvertit i va provocar la reacció política de les autoritats locals, que van advertir que la manifestació havia difamat greument la monarquia. El seu discurs incloïa frases com «Tots els humans tenim sang vermella. No som diferents» i «Ningú en aquest món neix amb sang blava», una al·lusió a la monarquia tailandesa. Després dels seus comentaris controvertits i àmpliament divulgats, alguns crítics i observadors la van comparar amb l'activista hongkonguesa Agnes Chow a causa de la petició de fins a 15 anys de presó a la qual s'afrontava segons les disposicions de la llei tailandesa de lesa majestat.
El 20 de setembre de 2020, Panusaya juntament amb altres activistes i manifestants van instal·lar una placa a prop del Gran Palau de Bangkok. Els manifestants van atorgar-se la victòria després de presentar les seves demandes de reforma monàrquica a les autoritats.

## Premis i reconeixements
Panusaya Sithijirawattanakul va aparèixer a la llista de les 100 dones de la BBC anunciades el 23 de novembre de 2020.